# Maletín
Maletín település Csehországban, Šumperki járásban. Maletín Hynčina, Mírov, Krchleby, Borušov és Staré Město településekkel határos. Lakosainak száma 438 fő (2024. január 1.).

## Népesség
A település lakosságának változását az alábbi diagram mutatja:
| Lakosok száma | 2134 | 2216 | 1444 | 412  | 293  | 368  | 382  | 390  | 411  | 438  |
|               | 1869 | 1890 | 1921 | 1950 | 1980 | 2001 | 2017 | 2019 | 2022 | 2024 |